# 答 -answer is my life-
答 -answer is my life-（こたえ -アンサー・イズ・マイ・ライフ-）は、関東裸会（関東裸会三羽烏名義）の2ndシングル。

## 解説
- レコード会社移籍に伴いメンバーの入れ替えがあった（鮒（フナ） → Boyer（ボイヤー））。

## 収録曲
（全作詞：橋貴、全作曲・編曲：後藤次利）
- 答 -answer is my life-
日本テレビ系ドラマ「レッツ・ゴー!永田町」挿入歌
- 北松戸ブルース